# Лонга, Марианна
Марианна Лонга (итал. Marianna Longa; род. 26 августа 1979, Тирано, Ломбардия) — итальянская лыжница, призёрка чемпионатов мира, победительница этапа Кубка мира. Специалистка дистанционных гонок, одинаково успешно выступала как классическим так и свободным ходом.

## Карьера
В Кубке мира Лонга дебютировала в 2000 году, в январе 2009 года одержала свою первую и единственную победу на этапе Кубка мира. Кроме победы на сегодняшний момент имеет 4 попадания в тройку на этапах Кубка мира, из них 2 в личных соревнованиях и 2 в командных. Лучшим достижением Лонги в общем итоговом зачёте Кубка мира является 6-е место в сезоне 2008-09.
На Олимпиаде-2002 в Солт-Лейк-Сити стала 6-й в эстафете, в личных соревнованиях показала следующие результаты: 10 км классикой — 20-е место, 30 км классикой — 33-е место.
На Олимпиаде-2010 в Ванкувере, приняла участие в четырёх гонках: 10 км свободным стилем — 18-е место, дуатлон 7,5+7,5 км — 7-е место, эстафета — 4-е место, масс-старт 30 км — 12-е место.
За свою карьеру принимала участие в трёх чемпионатах мира, на которых завоевала 1 серебряную и 1 бронзовую медали.
Приняла участие в соревнованиях по лыжным гонкам в рамках зимних Всемирных военно-спортивных игр 2010 года, где выиграла «бронзу» в единственной из проводившихся среди лыжниц гонок — на 10 км вольным стилем.
Использовала лыжи производства фирмы Fischer, ботинки и крепления Salomon.